# 方鼎木
方鼎木（学名：Archileptopus fangdingianus）为大戟科方鼎木属下的一个种。